# 계의성
계의성(桂義成, 1924년 1월 3일 ~ 1982년 10월 6일)은 대한제국의 반일반공(反日反共) 성향 항일 독립운동가이다.
일명은 한유명(韓悠明)이며 본관은 수안(遂安), 호(號)는 산남(山南)이다.

## 생애

### 대한광복군 활동
- 1943년 6월 11일, 대한광복군 제2지대 입대하여 대한광복군 하사 임관.
- 1944년 5월, 대한광복군 특별간부훈련반 수료.
- 1944년 11월, 대한광복군 중사 진급.
- 1945년 3월, 대한광복군 한미훈련반 수료.
- 1945년 6월, 대한광복군 상사 진급.
- 1945년 8월 15일, 중화민국 쓰촨 성 충칭에서 일본국 패망 및 조선 광복 목도.

### 8.15 조선 광복 이후
- 1946년 6월 15일, 조선 고국 귀국.

### 정당 당원 이력
- 前 한국독립당 행정위원(1946년 11월 1일~1948년 6월 11일)
- 前 한국독립당 상임위원(1949년 2월 20일~1954년 11월 16일)
- 前 한국독립당 전임위원(1956년 3월 20일~1959년 6월 11일)
- 前 한국독립당 대표전임고문(1961년 8월 21일~1968년 8월 26일)

## 서훈
대한민국 정부에서는 선생의 공훈을 기리고자 1990년 3월 1일을 기하여 대한민국 건국훈장 애족장을 추서하였다.